# Kádas Géza
Kádas Géza (Eger, 1926. augusztus 7. – Budapest, 1979. március 6.) olimpiai ezüstérmes, Európa-bajnok úszó.

## Pályafutása
Édesapja, id. Kádas Géza építőmester volt. Három testvér közül ő volt a legidősebb, húgai Mária és Rozália. Osztálytársa, Válent Gyula 1938-ban vitte először az egri uszodába edzésre. 1946-tól Egri Barátság Sport egyesület, 1948-tól az egri Szakszervezetek Testgyakorló Köre, 1950-től pedig az Egri Fáklya versenyzője volt, mindvégig Bakó Jenő az edzője. Az egri úszók 1946. július 14-én meghívást kaptak az olimpiai úszókeretbe, ahol óriási sikert arattak, élükön Kádas Gézával.
XIV. nyári olimpiai játékokat Londonban rendezték meg 1948-ban. Abban az évben Ries István Igazságügyi miniszter az Egri Barátság Sportegyesület úszóit példaképként állította az ország sportolói elé, s hangsúlyozta, hogy 1945 után először Egerben indult el a tömegsport úszásból. A július 25-én megrendezett magyar bajnokságon Kádas Géza több országos rekordot állított fel. A londoni olimpiára Egerből három úszó utazott: Kádas Géza, Válent Gyula és Pók Pál a vízilabda-válogatott tagjaként. Augusztus 15-én az olimpiai úszóverseny magyar hőse Kádas Géza volt, aki az összes távon élete legjobb eredményét érte el, aki két távon is Európa legjobb úszója lett. A 100 méteres gyorsúszásban olimpiai 3. helyezést ért el, a 4 × 200 m-es gyorsváltó tagjaként ezüstérmes lett.
Egerben nagy szeretettel fogadták őket, és köszöntésükre augusztus 15-én rendezett úszóversenyen Kádas Gézát ezüstserleggel ajándékozták meg. Bejelentették azt is, hogy a vízműveknél könyvelői állásban véglegesítik, és 2000 forint pénzjutalomban részesítették.
1950-ben Párizsban is jól szerepeltek az egriek. Február 25-én a Magyar Úszó Szövetség díszoklevelet küldött Kádas Gézának és Bakó Jenő edzőnek addigi értékes munkájukért. A Minisztertanács Elnöki Hivatala elismerő oklevelet adott Kádasnak. November 25-én Magyar-Népköztársaság Elnöki Tanácsa a Magyar-Népköztársasági Érdemérem Arany Fokozatával tüntette ki. Az Országos Testnevelési és Sport Bizottság 1951 május elsején a sportolók minősítése során 300 magyar élsportolót tartott érdemesnek a „kiváló sportoló” címre. Ezt a megtisztelő címet az Egriek közül Kádas Géza és Utassy Sándor kapta meg. Ebben az időszakban utazott a magyar válogatott úszó- és vízilabda csapata a Szovjetunióba. Egerből Kádas Géza olimpikon vett részt, ahol ismét remekelt: A 100 m-es gyorson 56,9 mp magyar csúcsot úszott, amelyet egy óra múlva 56,3 mp-re javított. Augusztus közepén rendezték meg Berlinben a Világifjúsági Találkozót (VIT), ahol szintén a legeredményesebb versenyzők közé tartozott. Megnyerte a 100 és a 200 m-es gyorsúszást, tagja volt a világbajnok 4 × 100-as gyors és a 3 x 100-as vegyesváltónak is.
A XV. nyári olimpiai játékok helyszíne 1952-ben Helsinki volt. Az olimpián Kádas Géza a gyorsúszásban és a váltóban 100 méteren V. helyezést érte el, ami betudható rossz lelkiállapotának. Lassan kezdett, később már hiába hajrázott, ellenfeleit már nem tudta megelőzni. Az 1953 augusztusában rendezett Bukaresti Világifjúsági Találkozón a 100 m-es gyorson Kádas 57,6 mp-cel fölényesen győzött, és tagja volt az országos csúccsal győztes 4 × 100 m-es férfi vegyes váltónak is. Abban az időben már a világ legjobb legjobb úszói között tartották számon. A Torinóban rendezett Európa-bajnokságon Kádas egy arany (4 × 200 m-es gyorsváltó) és egy bronzérmet (100 m-es gyors) szerzett. Nagyon szerették nemcsak világraszóló eredményeiért, hanem szerény, kedves magatartásáért is.
1956 októberében a helyi sajtó arról írt, hogy az „Egri Csillag” Kádas Géza, aki hét éve a világ legjobb úszói közé tartozik. A neves úszó 1956-ban Egerben aktívan részt vett a forradalmi eseményekben. Folyamatos kapcsolatot tartott Jobb Lászlóval, a Forradalmi Tanács Védelmi Bizottságának parancsnokával. Kádas is tagja volt az említett szervezetnek. 1956. november 4-én Jobb megbízásából több társával együtt Verpelétre utazott az ott állomásozó katonai alakulat parancsnokához azzal a céllal, hogy Eger védelmére bevonják az ottani katonai egységet az érkező szovjet csapatok elleni harcba. Bíró Lajos főiskolai tanár a METESZ elnöksége nevében őt bízta meg az államvédelmi hatóság titkos iratainak feldolgozásával, amelyet a Líceumban őriztek.
A Forradalmi Tanács Védelmi Bizottsága Kádas Gézát választotta meg az úgynevezett politikai osztály megszervezésével, amelynek az volt a feladata, hogy a volt ÁVH-s tisztek és más funkcionáriusok ügyeit felülvizsgálja. Novemberben a nyomdában az Igazság című lapot több száz példányban kinyomtatta, mivel korábban azt a kijelentést tette, hogy ez az igazi újság. A bíróság szerint azonban, „ez az újság teljesen fasiszta jellegű cikkeket tartalmazott”. Kádas december 9-én megvásárolt 50 darab Népszabadságot, és azokat az utcán nyilvánosan elégette. A bírósági tárgyaláson az őt ért vádakból csak ezt ismerte el. Ügyét a Budapesti katonai Bíróság a Jobb László és társai perében tárgyalta, és a IV. számú vádlottként 8 évi börtönre ítélte mint a „prominens egri fegyveres ellenforradalmár”-ok egyikét.
A forradalmi események másik jeles szereplőjével, Törős Károly főiskolai tanárral és családjával egy házban laktak. Az akkor 14 éves ifj. Törős Károly naplójában ezeket írja: „Belecsöppentünk, megváltozott minden. Szinte hihetetlen. Uszoda a legérdekesebb. Ennyi osztályon kívüli egy helyen, na és a Dobó. Apu a munkástanács elnöke lett a Főiskolán. Kádas Géza mivel nem került ki az Olympiára nyakig benne van. Én vagyok a fullajtár. Viszem a híreket Apu és Géza között... A főiskolások fegyverrel jönnek-mennek Apu csillapítja őket, imádják. Géza is nagyon népszerű. Hallgatnak rá is szerencsére... Aztán mindennek vége. Aki tud lelép... Megjelenik két teherautó, hogy Gézát ésminket családostul kivisznek Németországba. Apunak kézilabda kapitányságot ígérnek ott. Egyik sem ment... Házkutatás Gézánál. Pince, padlás. Én látom mikor az ávós eldugja a pisztolyt a padláson. Bizonyíték Géza ellen. Szólok. Jól seggberúgnak. Gézát viszik.”[forrás?]
A börtönből 1961-ben szabadult. Lelkileg és fizikailag összetörve tért vissza a szülővárosába, ahol segédmunkásként alkalmazta az Egri Vízmű és Gyógyfürdő Vállalat, amelynek 1956 előtt már igazgatóhelyettese volt. Ellehetetlenítése miatt 1967-ben a fővárosba költözött, és segédmunkásként dolgozott. A halála előtti években már egyre többet betegeskedett. Nagyon korán, 53 évesen, méltatlan körülmények között hunyt el Budapesten 1979. március 6-án. A Rákoskeresztúri köztemető kolumbáriumában helyezték örök nyugalomra, amelyet 1990 után helyeztek át a Kerepesi úti temető 56-os parcellájába. Sírkövén csak ennyi olvasható: Kádas Géza Eger, 1926 augusztus – 1979 március. Gyermekei a sportérmeit az Egri Sportmúzeumnak adományozták. Szülővárosa 2008. június 25-én múzeum létesítésének XV. évfordulóján felállította Kádas Géza emlékművét, amelyet az egri érsek is megáldott. 2014 novemberétől Egerben utca őrzi a nevét.

## Sporteredményei
- olimpiai 2. helyezett (1948: 4 × 200 m gyorsváltó)
- olimpiai 3. helyezett (1948: 100 m gyors)
- olimpiai 4. helyezett (1948: 400 m gyors)
- kétszeres olimpiai 5. helyezett (1952: 100 m gyors, 4 × 200 m gyorsváltó)
- Európa-bajnok (1954: 4 × 200 m gyorsváltó)
- kétszeres Európa-bajnoki 3. helyezett (1947: 4 × 200 m gyorsváltó ; 1954: 100 m gyors)
- tizenháromszoros főiskolai világbajnok:
  - 1947: 100 m gyors, 400 m gyors, 4 × 200 m gyorsváltó, 3 × 100 m vegyes váltó
  - 1949: 100 m gyors, 200 m gyors, 4 × 100 m gyorsváltó, 4 × 200 m gyorsváltó, 3 × 100 m vegyes váltó
  - 1951: 100 m gyors, 200 m gyors, 4 × 200 m gyorsváltó, 3 × 100 m vegyes váltó
  - 1954: 4 × 200 m gyorsváltó

## Rekordjai

### 100 m gyors
- 56,3 (1951. május 6., Moszkva) országos csúcs (25 m)
- 57,2 (1953. július 19., Eger) országos csúcs

### 400 m gyors
- 4:45,2 (1950. szeptember 3., Budapest) országos csúcs

### Európa-csúcsai váltóban
- 4 × 100 m gyorsváltó
  - 1949: 3:56,80
  - 1950: 3:55,00
- 4 × 200 m gyorsváltó
  - 1948: 8:57,40 ; 8:53,60
  - 1951: 8:45,90

## Emlékezete
- Emlékműve Egerben

## Díjai, elismerései
- Magyar Köztársasági Érdemérem arany fokozat (1947)[1]
- Magyar Köztársasági Sportérdemérem arany fokozat (1949)[2]
- Magyar Népköztársasági Érdemrend V. fokozat (1951)[3]
- A Magyar Népköztársaság kiváló sportolója (1951)[4]
- A Magyar Népköztársaság Érdemes Sportolója (1954)[5]
- A Magyar Népköztársaság Érdemes Sportolója (1955)[6]

## Galéria

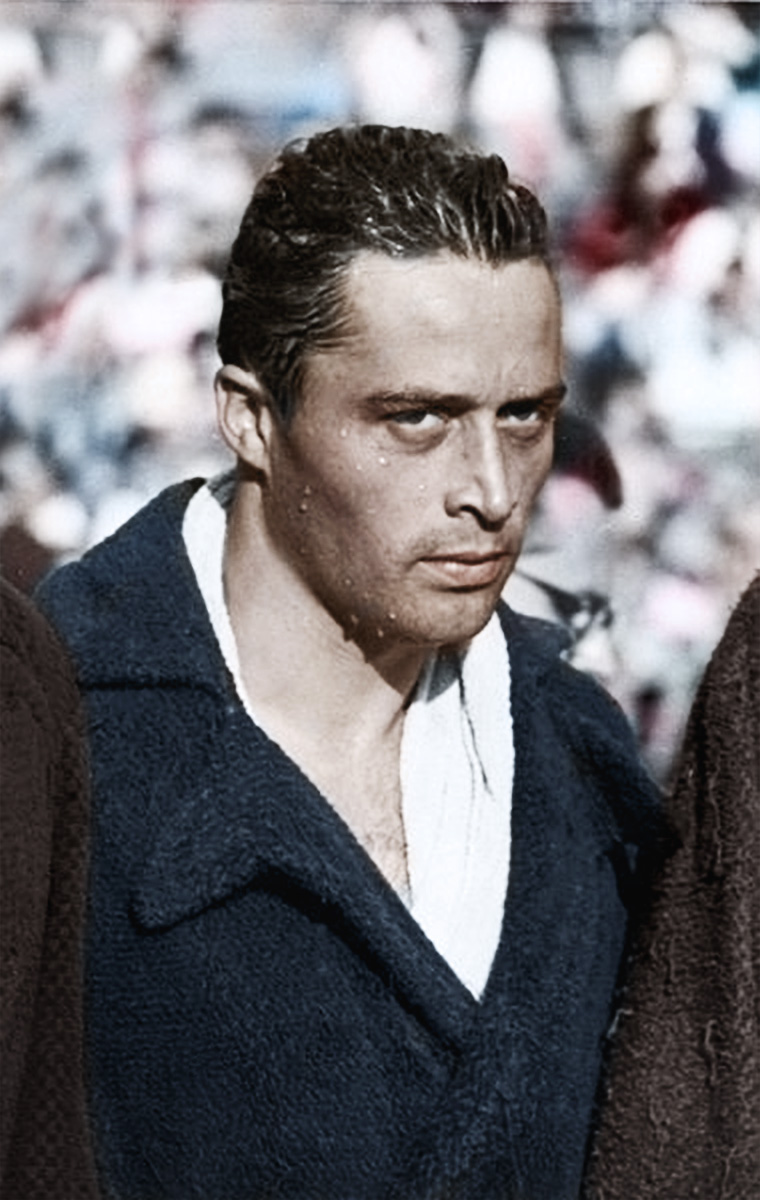
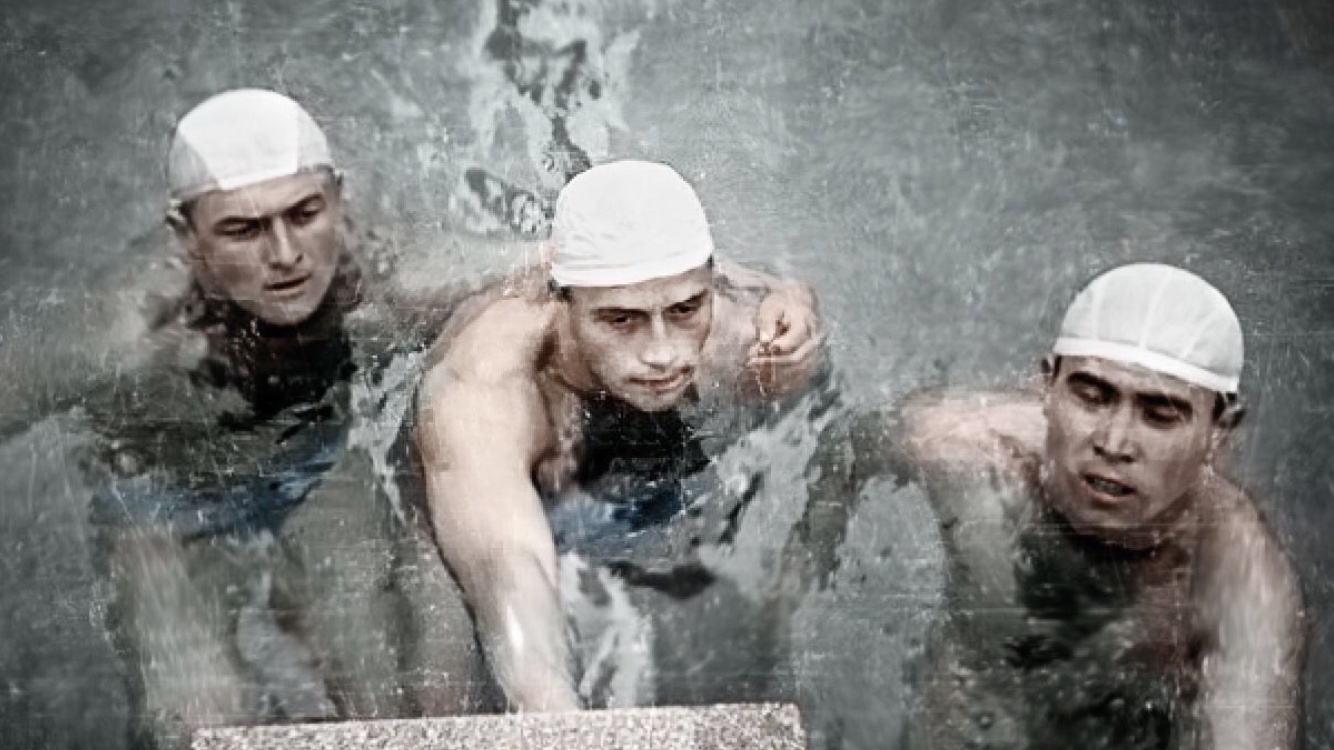
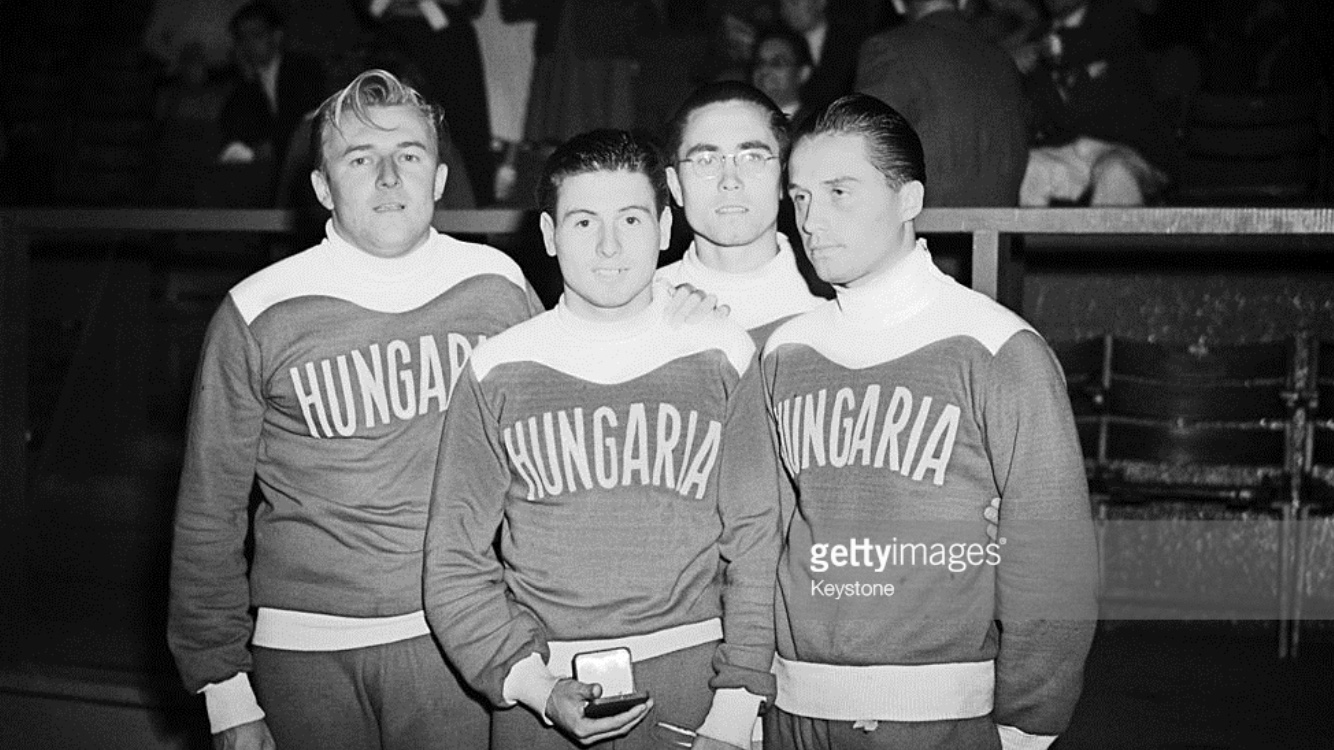
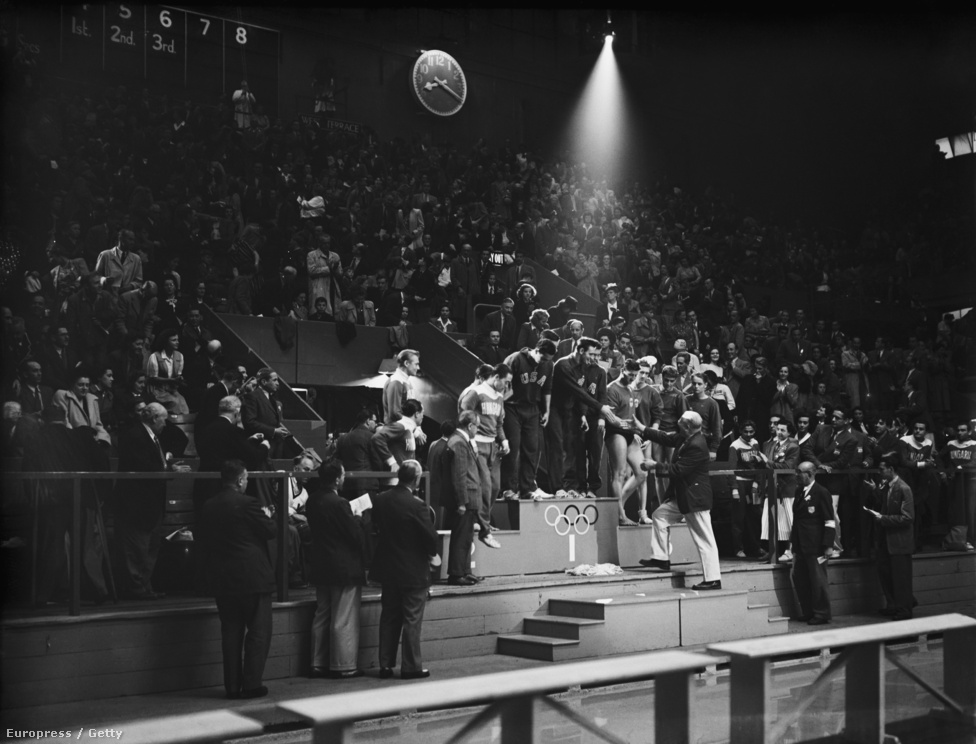